# Frank Armington

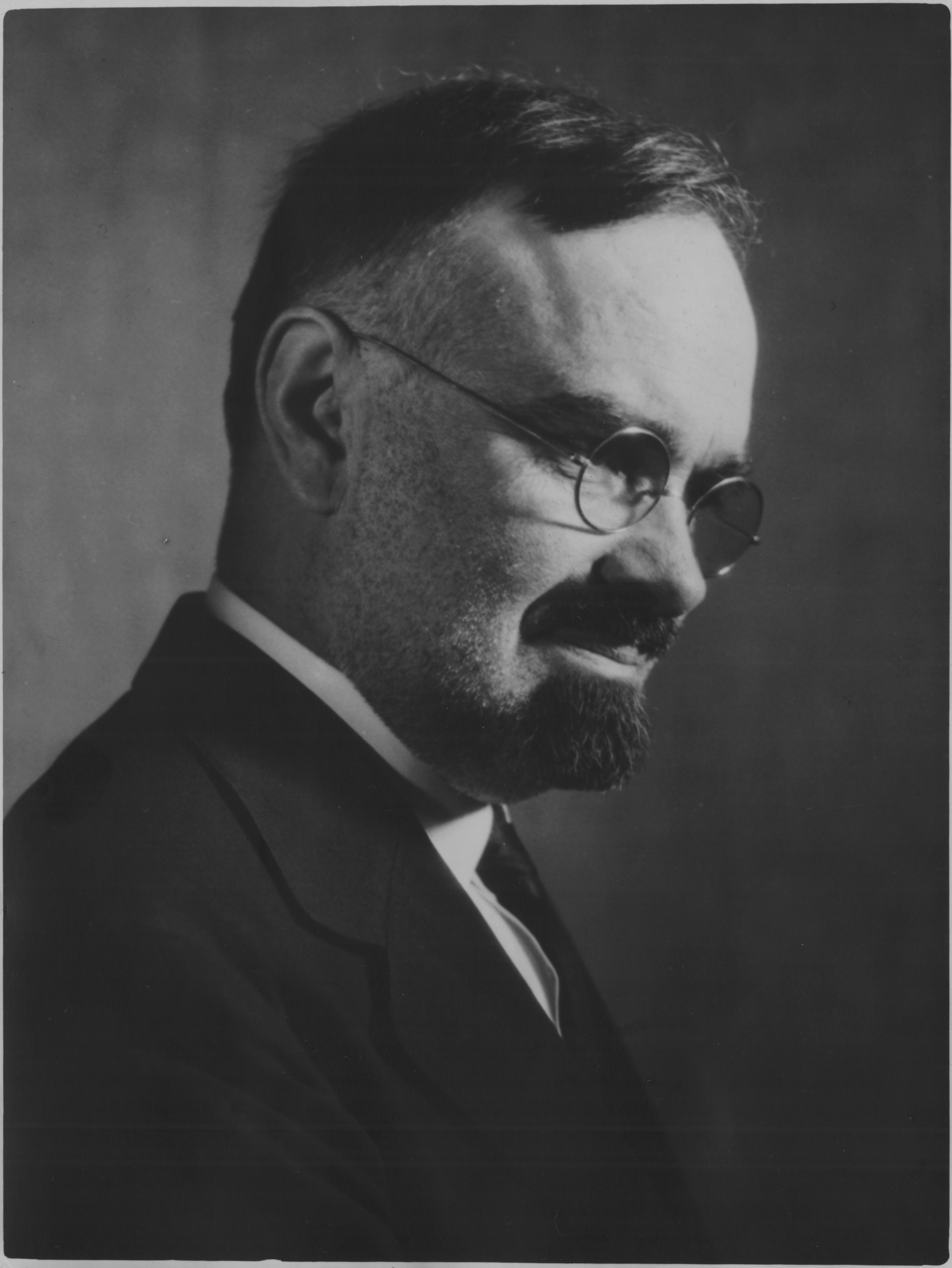
Frank M. Armington (1930)

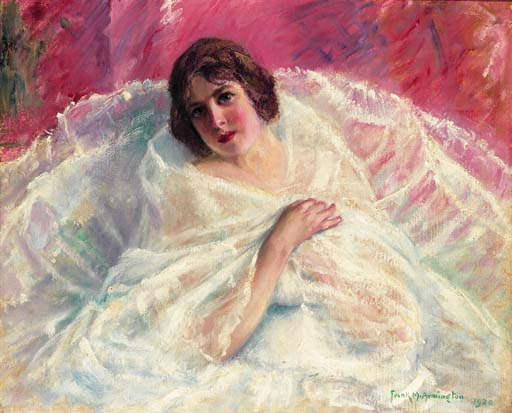
Danseuse en blanc (Tänzerin in Weiß), 1920. ex-Théodore Butler collection

Frank Milton Armington (* 28. Juli 1876 in Fordwich, Ontario, Kanada; † 1941 in New York City, USA) war ein kanadischer Maler und Grafiker, der den Großteil seines Lebens in Frankreich verbrachte.

## Leben
Frank Armington begann seine künstlerische Ausbildung 1892 in Toronto bei dem Porträtmaler J.W.L. Forster. In dieser Zeit lernte er seine spätere Frau Caroline Wilkinson kennen. 1899 reiste er zum ersten Mal nach Paris, wo er an der Académie Julian studierte. Nach ihrer Heirat kehrten Frank und Caroline 1900 nach Kanada zurück, wo er Mitbegründer und Vizepräsident der Manitoba Society of Artists wurde. 1905 zog das Paar erneut nach Paris und blieb dort bis 1939, als sie sich mit dem Dichter Robert W. Service anfreundeten und einige Zeit in seinem Haus in Lancieux verbrachten. Kurz vor dem Zweiten Weltkrieg zogen die Armingtons nach New York. Nach dem Tod von Caroline heiratete Frank 1940 erneut. Er starb 1941 in New York City.

## Werk
Frank Armington ist bekannt für seine Gemälde, Radierungen und Lithografien, die Landschaften, Stadtansichten und Figuren zeigen. Sein Werk zeichnet sich durch fließende Linien und präzise Techniken aus. Im Laufe seiner Karriere schuf er mehr als 221 Radierungen und zahlreiche Lithografien.